# Koalicja Kukuriku

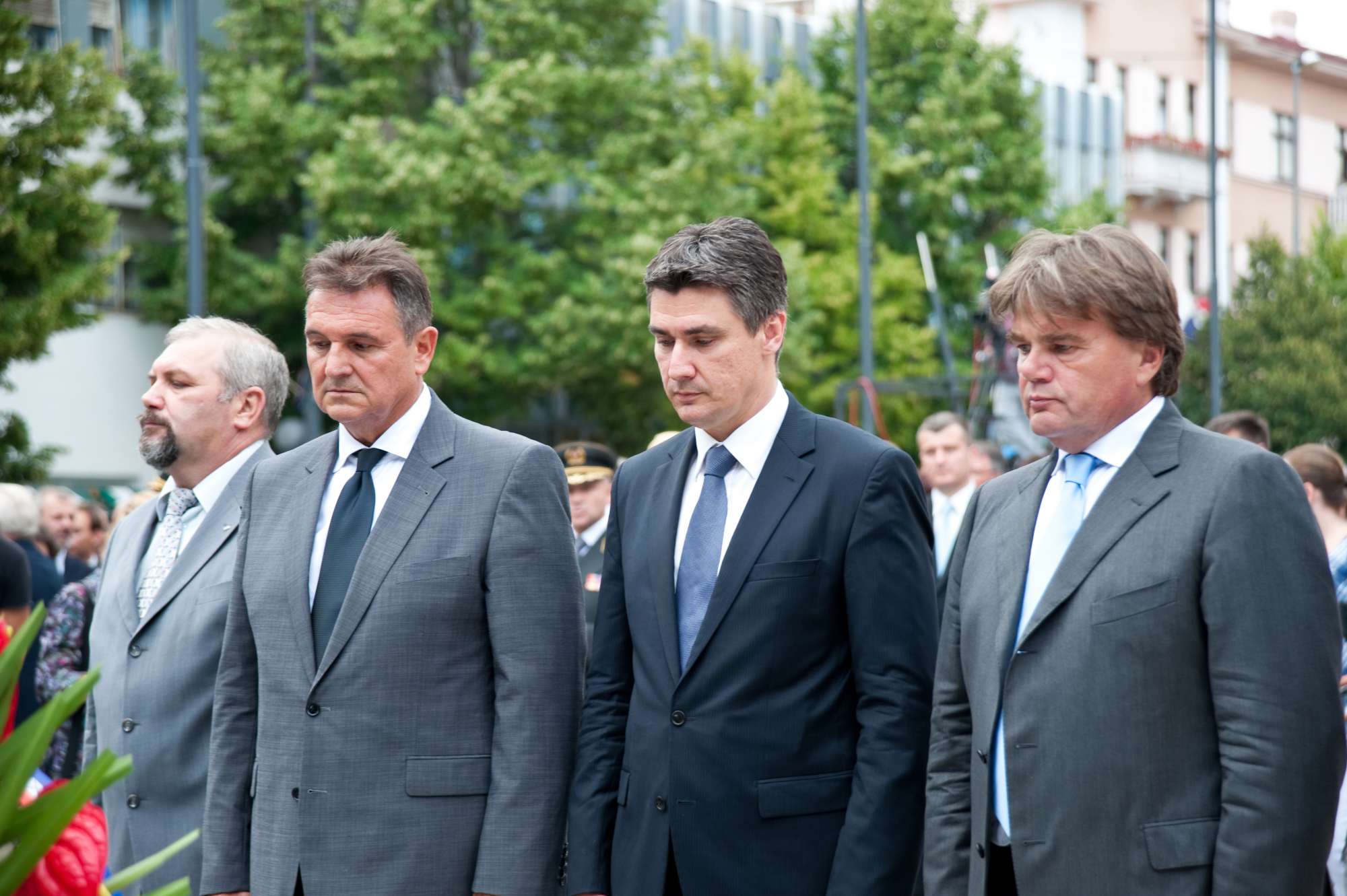
Liderzy koalicji w Kninie; od lewej: Silvano Hrelja (HSU), Radimir Čačić (HNS-LD), Zoran Milanović (SDP) i Ivan Jakovčić (IDS)

Koalicja Kukuriku (chorw. Kukuriku koalicija) – koalicja chorwackich partii politycznych o profilu centrolewicowym i centrowym, powołana w 2010. Nietypowa oficjalna nazwa sojuszu pochodziła od nazwy restauracji, w której latem 2009 spotkali się na pierwszych organizacyjnych rozmowach liderzy poszczególnych ugrupowań.
W skład koalicji w chwili jej założenia weszły następujące ugrupowania:
- Socjaldemokratyczna Partia Chorwacji (SDP, lider: Zoran Milanović), ugrupowanie socjaldemokratyczne,
- Chorwacka Partia Ludowa – Liberalni Demokraci (HNS-LD, lider: Radimir Čačić), ugrupowanie socjalliberalne,
- Istryjskie Zgromadzenie Demokratyczne (IDS, lider: Ivan Jakovčić), ugrupowanie regionalne z Żupanii Istryjskiej,
- Chorwacka Partia Emerytów (HSU, lider: Silvano Hrelja), ugrupowanie branżowe[1].

## Historia koalicji
Koncepcje utworzenia wspólnych list wyborczych głównych ugrupowań centrolewicowej opozycji pojawiały się jeszcze przed wyborami parlamentarnymi w 2007. Ostatecznie SDP i HNS-LD wystartowały oddzielnie. Wybory przyniosły zwycięstwo rządzącej HDZ i pozwoliły powołać drugi rząd Iva Sanadera. Po rezygnacji urzędującego premiera liderzy SDP, HNS-LD i IDS zaczęli organizować spotkania celem podjęcia współpracy na potrzeby przyszłych wyborów. Latem 2009 rozmowy między nimi odbywały się w restauracji o nazwie Kukuriku w miejscowości Kastav. 23 listopada 2010 przywódcy trzech ugrupowań i przewodniczący HSU podpisali deklarację Savez za promjene, oficjalnie deklarując zamiar wspólnego wystartowania w kolejnych wyborach.
Koalicja początkowo była formalnie określana jako „Sojusz na rzecz Zmian”. Jednakże pochodzące od nazwy restauracji określenie „Kukuriku” wkrótce uzyskało większą rozpoznawalność i ostatecznie stało się oficjalną nazwą koalicji.
15 lipca 2011 liderzy socjalliberałów, ludowców, istryjskich regionalistów i partii emeryckiej w Zagrzebiu oficjalnie sformalizowali powołanie koalicji. Dwa miesiące później przedstawili dokument programowy Plan 21, postulując działania na rzecz wzrostu gospodarczego oraz deklarując reformy m.in. w zakresie systemu podatkowego i emerytalnego.
Koalicja Kukuriku zwyciężyła w wyborach z 4 grudnia 2011. W głosowaniu do Zgromadzenia Chorwackiego uzyskała 40% głosów, co przyniosło jej większość bezwzględną w parlamencie (80 mandatów w okręgach terytorialnych i 1 mandat dodatkowo w jednym z podokręgów mniejszości narodowych). Koalicja stała się zapleczem nowo utworzonego rządu Zorana Milanovicia.
W 2015 IDS wystąpiło z koalicji. Dołączyło natomiast ugrupowanie Chorwaccy Laburzyści – Partia Pracy, a także dwie mniejsze partie. W tym samym roku Koalicja Kukuriku została zastąpiona przez nowy sojusz pod nazwą Chorwacja Rośnie, która wzięła udział w wyborach parlamentarnych. Przed kolejnymi wyborami w 2016 SPD, HNS-LD i HSU, a także Chorwacka Partia Chłopska zawiązały Koalicję Narodową. Współpraca między głównymi partiami tych porozumień (SDP i HNS-LD) zakończyła się ostatecznie, gdy w 2017 liberałowie dołączyli do koalicji rządowej z HDZ.